# Frederick G. Donnan
Frederick George Donnan (6 de septiembre de 1870 – 16 de diciembre de 1956) fue un químico físico irlandés famoso por su trabajo sobre equilibrio de membranas, donde dio nombre al equilibrio de Donnan que describe el transporte iónico en células. Pasó la mayoría de su carrera en el University College de Londres.

## Primeros años
Donnan nació en Colombo, Ceilán. Era hijo del mercader de Belfast  William Donnan y de su mujer, Jane Ross Turnley Liggate. Pasó su infancia en Úlster. Quedó ciego de un ojo como resultado de un accidente en la niñez, por lo que a menudo se le muestra de perfil. Estudió en la Universidad de la Reina de Belfast obteniendo un grado en Artes en 1894 y continuando su formación en la Universidad de Leipzig bajo Wilhelm Ostwald. Tras obtener un doctorado en 1896, continuó investigando bajo J. H. van't Hoff. Donnan pasó después a ser un investigador en el University College de Londres en 1901.
En 1903 se convirtió en profesor de química orgánica en el Royal College de Ciencias, Dublín. A dicho puesto le siguió una cátedra en fisicoquímica en la Universidad de Liverpool en 1906. En 1913 regresó al University College de Londres donde se quedó hasta su jubilación, siendo Director de Departamento de 1928 a 1937.

## Trabajo
Durante la Primera Guerra Mundial, Donnan fue asesor del Ministerio de Municiones, y trabajó con el ingeniero químico K. B. Quinan en plantas para la fijación de nitrógeno para los compuestos esenciales de la fabricación de municiones. Fue durante este trabajo que Donnan recibió la orden del Imperio Británico en 1920. Fue también durante este periodo cuando acuñó el término aerosol. Se le ha definido como "un temprano entusiasta en la nueva disciplina de la ingeniería química" y tras la guerra estuvo estrechamente implicado con la compañía Brunner Mond en el desarrollo de una importante planta química en Billingham.
Su artículo de 1911 sobre el equilibrio de membrana fue importante para las tecnologías del cuero y la gelatina pero sobre todo sería una obra seminal para el posterior entendimiento del transporte de materiales entre las células vivas y su entorno. Luego llamado equilibrio de Donnan, fue motivo de conferencias suyas a través de Europa y América y es el principal logro por el que se le recuerda hoy. El equilibrio de Donnan sigue siendo hoy en día un concepto importante en el entendimiento del transporte de iones en células.
Durante el periodo de entreguerras fue el supervisor doctoral del futuro premio nobel Jaroslav Heyrovský. Justo antes de la Segunda Guerra Mundial, Donnan estuvo activo ayudando los refugiados europeos que huían de los nazis. Fue así uno de los promotores del uso de Burlington House para acoger a científicos que huían del nazismo. Entre aquellos a quienes asistió se encontraron Hermann Arthur Jahn y Edward Teller, que escribieron su artículo sobre el efecto Jahn-Teller durante su estancia en Londres.

## Vida personal y fallecimiento
Donnan nunca se casó. Falleció en Canterbury, Inglaterra, el 16 de diciembre de 1956.

## Membresía en sociedades
Fue miembro fundador de la Sociedad Faraday y su presidente de 1924–6, socio de la Sociedad Química y su presidente en el perio 1937-39. Fue asimismo presidente de la Asociación Británica de Químicos en 1940-41.

## Honores
- 1911 - Socio de la Sociedad Real[6]
- 1920 - Orden del Imperio Británico por servicios durante la guerra
- 1924 - Medalla Longstaff de la Sociedad Química
- 1928 - Medalla Davy
- 1936 - Socio de la Sociedad Real de Edimburgo
- 11 títulos académicos honorarios.[11]